# Мхиничский сельсовет
Мхи́ничский сельсовет — административная единица на территории Краснопольского района Могилёвской области Белоруссии.

## Состав
Мхиничский сельсовет включает 17 населённых пунктов:
- Березуга — деревня.
- Боровая — деревня.
- Буглаи — деревня.
- Выдренка — деревня.
- Глыбов — деревня.
- Горки — деревня.
- Заводок — деревня.
- Козелье — деревня.
- Маринополье — деревня.
- Новое Житье — посёлок.
- Овчинец — деревня.
- Победа — деревня.
- Романьки — деревня.
- Соболи — деревня.
- Струменск — посёлок.
- Холмы — агрогородок.
- Ячная Буда — деревня.

Упразднённые населённые пункты на территории сельсовета:
- Мхиничи
- Топкое